# Capo Downpatrick
Capo Downpatrick (in inglese, spesso non tradotto, Downpatrick Head) è un promontorio raggiungibile da una stradina non particolarmente agevole che parte dal villaggio di Ballycastle, nel Mayo. Chiude a ovest la baia di Bunatrahir che termina dall'altra parte con le scogliere dei Céide Fields ed è un punto particolarmente visitato da osservatori di uccelli e di naturalisti in generale: la zona è ricca di varie razze di gabbiani e di corvi, ma spesso è facile trovare anche cormorani e uccelli migratori.
L'attrazione turistica principale di Downpatrick Head è comunque il Dun Briste (in gaelico, il "forte rotto"), singolare e scenografico pezzo di scogliera rimasto isolato in mezzo al mare. Leggenda vuole che in questo sperone di roccia si fosse rifugiato, quando ancora era tutt'uno col resto della costa, un re pagano di nome Crom Dubh che rifiutava la conversione al cristianesimo ad opera di san Patrizio. Dopo vani tentativi il santo patrono d'Irlanda avrebbe toccato terra col bastone facendo crollare parte del promontorio e lasciando a morire da solo sul Dun Briste il re disobbediente.
Tuttavia la leggenda è smentita da parecchie fonti e cronache di secoli fa che asseriscono con certezza che fino al 1393 lo sperone di roccia era attaccato alla terraferma, e che in quell'anno parte della scogliera non resse più l'incessante forza dell'Oceano Atlantico e crollò. La gente rimasta isolata sarebbe stata salvata con delle funi per barche.
Anche l'impressione che si ha vedendo la scogliera dal punto più esterno, che corre parallelo al Dun Briste, è che l'Oceano stia divorando l'intero promontorio con l'incessante azione delle onde e del vento: lo spettacolo che offre la parte del capo più esposta, mostra come l'acqua stia entrando per centinaia di metri all'interno del terreno, scavando gallerie e grotte suggestive e drammatiche. Inoltre, affrontando la salita che porta in cima alla scogliera e davanti al Dun Briste, si apre un burrone proprio in mezzo al prato che mostra l'acqua dell'oceano all'interno.

## Galleria d'immagini

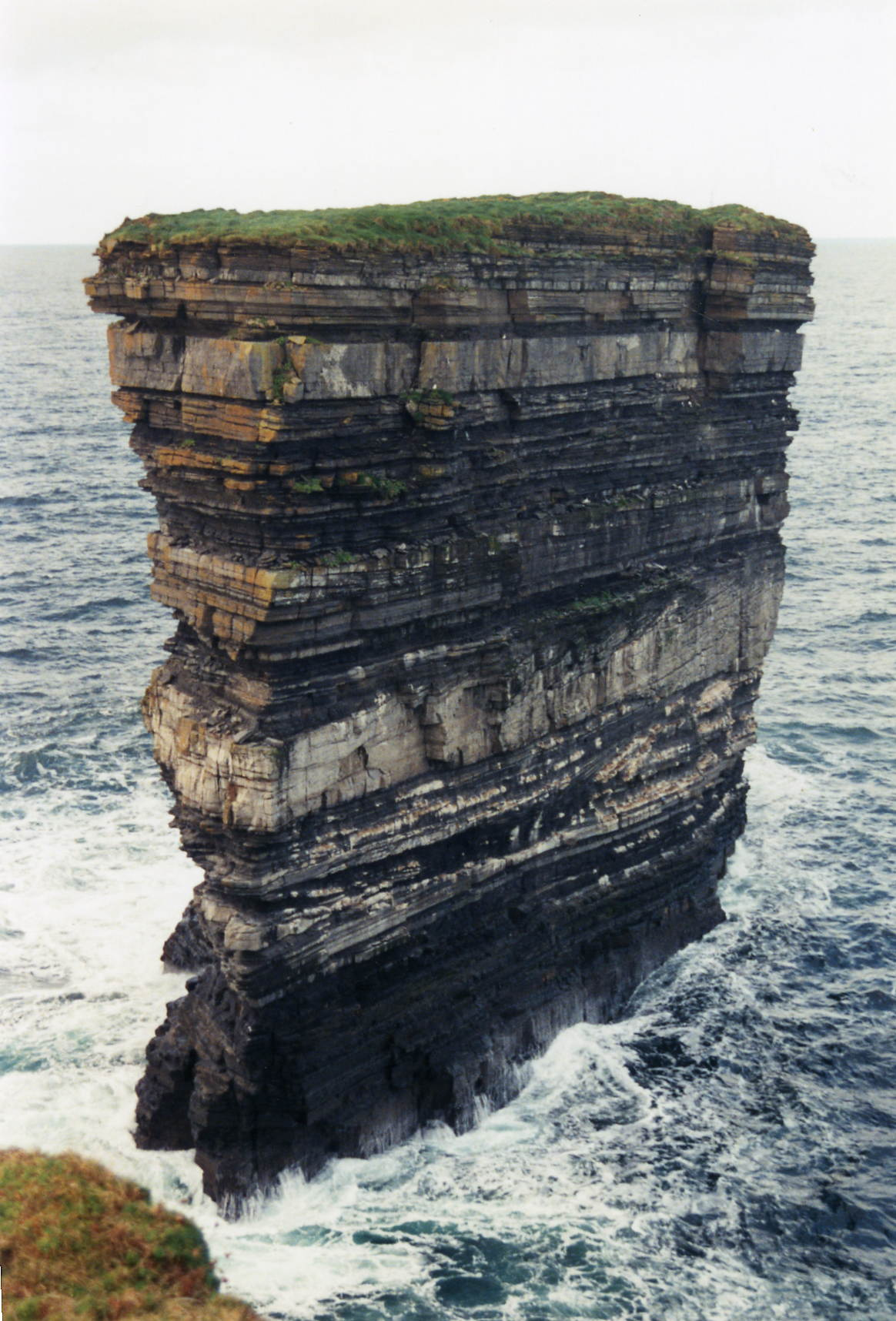
Particolare sul Dun Briste
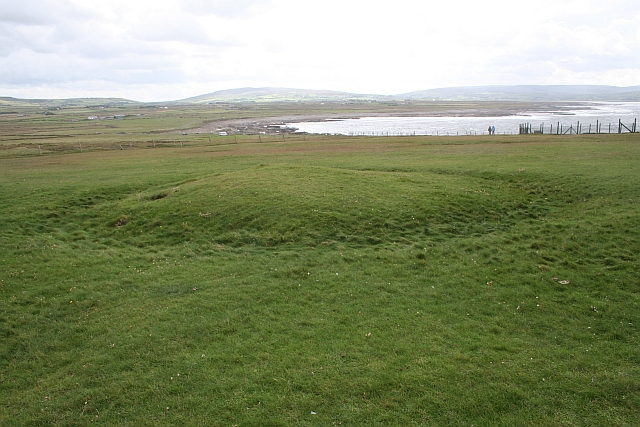
Tumulo circolare preistorico
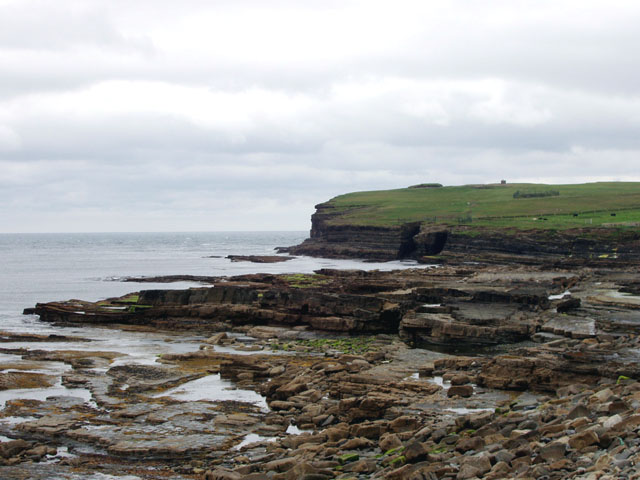
Panoramica del promontorio dalla riva sud-occidentale
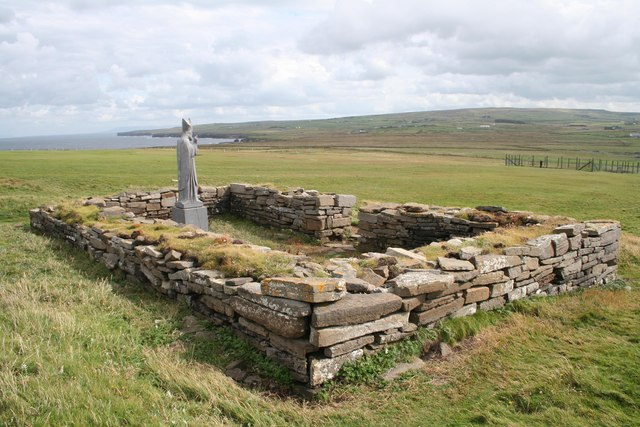
Resti di una chiesa ed in lontananza la voragine scavata dall'oceano
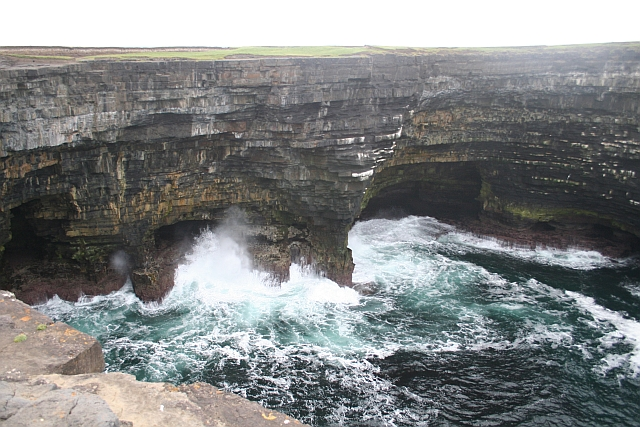
La punta estrema di Downpatrick Head con l'evidente erosione marina
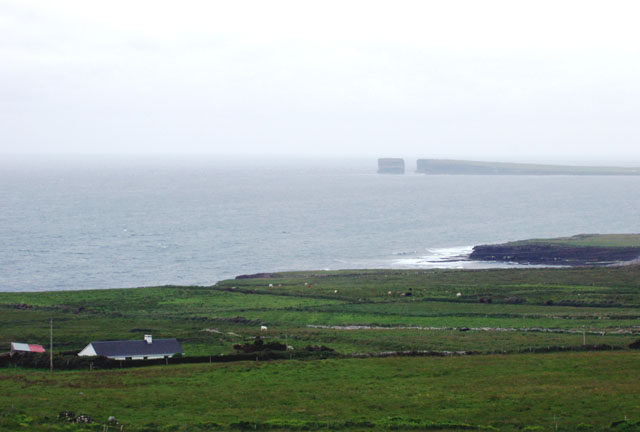
Downpatrick Head visto dai Céide Fields (ovest)
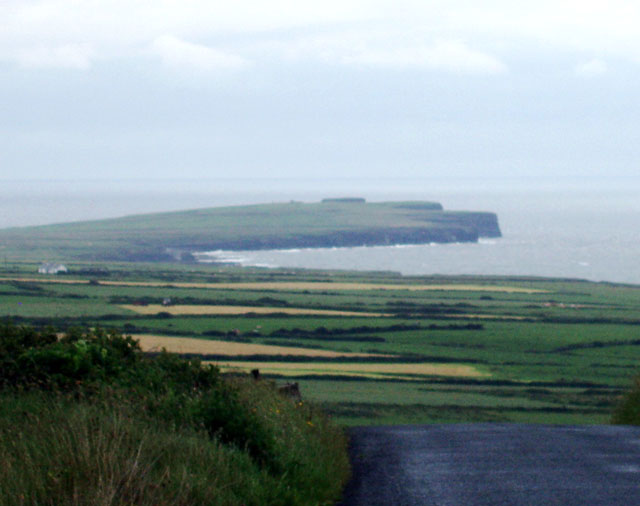
Downpatrick Head visto da Moyny, strada per Killala (est)